# Laurella bonariensis
Laurella bonariensis är en stekelart som först beskrevs av Gemignani 1947.  Laurella bonariensis ingår i släktet Laurella och familjen Eucharitidae. Inga underarter finns listade i Catalogue of Life.